# Xã Sherman, Quận Brookings, Nam Dakota
Xã Sherman (tiếng Anh: Sherman Township) là một xã thuộc quận Brookings, tiểu bang Nam Dakota, Hoa Kỳ. Năm 2010, dân số của xã này là 227 người.